# Syzygium ramosissimum
Syzygium ramosissimum là một loài thực vật có hoa trong Họ Đào kim nương. Loài này được (Blume) N.P.Balakr. miêu tả khoa học đầu tiên năm 1981.